# Benoît Luminet
Pour les articles homonymes, voir Luminet.
Benoît Luminet, né le 7 janvier 1974 à Roanne (Loire), est un coureur cycliste français. Professionnel en 1999 chez Besson Chaussures-Nippon-Hodo, il a remporté plus de 149 victoires en catégorie amateur en 20 années.

## Biographie
Issu d'une famille de cyclistes, Benoît Luminet naît en 1974 dans la Loire. Son oncle est un excellent amateur et son père est commissaire-arbitre ce qui lui permet de découvrir les subtilités du cyclisme. Il débute en minimes en 1988. Très tôt, il remporte de nombreuses victoires et devient l'un des meilleurs jeunes français de la catégorie minimes à juniors, il remporte cinquante victoires. En 1993, il est élite 2.
Au début, il gagne peu, jusqu'en 1996 où il quitte le CR4C Roanne pour le CC Châtillon de Jean-Pierre Michoux qui lui donne sa chance. Le déclic se produit lors de la Polymultipliée lyonnaise, épreuve de la coupe de France, qu'il remporte. Cette course lui permet de taper dans l'œil d'un certain nombre de managers d'équipes. Mais ce n'est que deux ans plus tard qu'il saisit sa chance en réalisant une saison 1998 qui lui permet de passer professionnel dans la modeste formation Besson Chaussures-Nippon-Hodo, dirigée par Patrick Bulidon. 
Cette expérience se révélera être un demi-échec car s'il réalise une belle saison pour néo-pro en finissant 15e des championnats de France. Il souffre des structures encore mal rodées de l'équipe qui vivote pendant la majeure partie de la saison. Il décide de repasser Elite 2 à la fin de l'année 1999. Il casse donc son contrat ce qui le poursuivra durant sa carrière.
Revenu en Elite 2, il écrase la concurrence pendant plusieurs années et devient une légende dans le milieu car il réussit à battre de manière régulière les professionnels tout en étant un vrai amateur puisqu'il travaille pour le compte de la ville de Roanne en tant qu'éducateur sportif, tout en étant payé par son club pour s'occuper des jeunes. Excellent grimpeur, il remporte de nombreuses étapes de montagnes.
En 2005, il est classé no 1 français et remporte le classement Vélo 101. Les saisons suivantes seront plus irrégulières ainsi si en 2006 et 2008 il accumule les victoires, l'année 2007 est plus inconstante car il se blesse au genou au début de la saison ce qui le contraint à se reposer. Il imagine tout plaquer mais réalise qu'il peut encore faire de grandes choses. À la fin de cette année, il remporte le Tour Alsace. La saison 2009 est encore plus difficile puisque souffrant de l'artère iliaque il ne peut défendre ses chances et réalise sa plus mauvaise saison depuis 1996.
Après avoir été opéré de cette artère, il annonce qu'il fera encore deux saisons dans le cyclisme en tant que capitaine de route. Rôle qu'il apprécie puisqu'il peut apprendre aux jeunes coureurs le métier de cycliste. En course, il prouve en 2010 qu'il est loin d'être fini. Il remporte notamment Paris-Auxerre. L'année 2010 se termine sur un imbroglio puisqu'il annonce quitter le CR4C Roanne. Après avoir obtenu des garanties, il décide de rester pour sa dernière saison en 2011. En effet, il reste bel et bien en 2011 le coureur manager de l'équipe de Roanne, et prouve une nouvelle fois qu'il est capable de belles choses, en remportant notamment le Grand Prix de Cours-la-Ville et ses dix ascensions du col de la Bûche, devant Samuel Plouhinec et Goutille. En fin d'année, il clôt sa carrière riche de 20 saisons et l'emporte à l'occasion de sa dernière compétition, mi octobre. Il a remporté plus de 149 victoires en catégorie amateur.

## Palmarès
| - 1992 - Flèche Maratoise : - Classement général - 1re étape (contre-la-montre) - 1993 - 3e du Tour du Beaujolais et Val de Saône - 1995 - 2e du Trophée de la Creuse - 1996 - 4e étape du Circuit de Saône-et-Loire - Polymultipliée lyonnaise - 1997 - Tour de Corrèze - 2e du Circuit de Saône-et-Loire - 3e du Tour du Charolais - 1998 - 4e étape du Tour de Corrèze - Grand Prix de la Vogue - Tour du Pays Roannais : - Classement général - 2e étape (contre-la-montre) - 2e du Tour du Canton de Dun-le-Palestel - 2e du Grand Prix de Chardonnay - 2e du Grand Prix de Saint-Symphorien-sur-Coise - 3e du Tour Nord-Isère - 3e du Grand Prix de la Trinité - 3e du Tour de la Porte Océane - 3e du Grand Prix de Puy-l'Évêque - 1999 - 5e étape du Tour de Lleida - 2000 - Circuit méditerranéen - 5e étape du Tour de Franche-Comté - Grand Prix de la Vogue - Poly Sénonaise - Grand Prix de Chardonnay - Grand Prix de Saint-Symphorien-sur-Coise - 2e du Tour Nivernais Morvan - 2e du championnat du Lyonnais - 2e du Prix de La Charité-sur-Loire - 3e du Circuit des Quatre Cantons - 3e de Bourg-Hauteville-Bourg - 3e du Grand Prix de la Trinité - 3e du Grand Prix de Puy-l'Évêque - 3e du Trophée des champions - 2001 - Champion du Lyonnais - Grand Prix de Vougy - Grand Prix de Saint-Étienne Loire - Souvenir Vietto-Gianello - 5e étape du Tour de Franche-Comté - Prix d'Automne de La Rochefoucauld - 2e de Bourg-Hauteville-Bourg - 3e du Tour du Pays Roannais - 3e du Grand Prix de Saint-Symphorien-sur-Coise - 3e du Prix des Vins Nouveaux - 2002 - Tour du Périgord - 4e étape du Tour Nivernais Morvan - Grand Prix de Vence - Tour des Deux-Sèvres - Polymultipliée lyonnaise - 2e du Grand Prix d'Antibes - 2e du Tour du Canton de Hautefort - 2e du Grand Prix d'Automne - 3e du Tour du Pays Roannais - 3e du Tour de la Creuse - 3e du Grand Prix de Cannes - 2003 - Grand Prix de Vougy - Polymultipliée lyonnaise - 4e étape du Tour des Pyrénées - 4e étape du Tour Nord-Isère - 3e étape du Tour du Pays Roannais - Trophée des Châteaux aux Milandes - Souvenir Thierry-Ferrari - Grand Prix de Cannes - 2e du Grand Prix des Fêtes de Cénac-et-Saint-Julien - 2e de Paris-Auxerre - 2e du Prix des Vins Nouveaux - 3e du Grand Prix de Saint-Symphorien-sur-Coise - 2004 - Grand Prix Cristal Energie - Grand Prix de Vougy - Souvenir Vietto-Gianello - Tour de la Creuse - Grand Prix de Saint-Symphorien-sur-Coise - Prix de La Charité-sur-Loire - Prix des Vins Nouveaux - 2e du Grand Prix Souvenir Jean-Masse - 2e du Grand Prix des Foires d'Orval - 3e du Tour des Pyrénées - 3e du Trophée des Châteaux aux Milandes - 2005 - 2e étape du Tour du Chablais - Tour Nivernais Morvan : - Classement général - 4e étape - Grand Prix de Vence - Tour du Canton de Hautefort - Tour de Dordogne - Grand Prix de Chardonnay - Grand Prix de Cours-la-Ville - Prix de La Charité-sur-Loire - 2e du Grand Prix des Fêtes de Cénac-et-Saint-Julien - 2e du Tour du Périgord - 2e du Grand Prix Mathias Nomblot - 2e du Tour du Pays Roannais - 2e du Tour de la Creuse - 2e de la Polymultipliée lyonnaise - 3e du Circuit des Monts du Livradois - 3e de Paris-Auxerre - 3e du Grand Prix d'Availles-Limouzine - 3e du Trophée de la ville de Cusset | - 2006 - Champion de Rhône-Alpes - Paris-Auxerre - Tour du Canton de Hautefort - Grand Prix de Saint-Étienne Loire - Grand Prix des Fêtes de Cénac-et-Saint-Julien - Tour de Tarn-et-Garonne - 3e étape du Tour Alsace - Trophée des Châteaux aux Milandes - Prix de La Charité-sur-Loire - 2e du Critérium de La Machine - 2e du Circuit des Deux Ponts - 2e du Prix des Vins Nouveaux - 3e du Grand Prix Souvenir Jean-Masse - 3e du Tour du Chablais - 3e du Tour de la Creuse - 3e du Grand Prix de Chardonnay - 2007 - Tour Alsace : - Classement général - 5e étape - Grand Prix de la Vogue - Souvenir Amédée-Gapany - Grand Prix de Puy-l'Évêque - Grand Prix de Saint-Symphorien-sur-Coise - 3e du Circuit des Monts du Livradois - 3e du Tour de Dordogne - 3e du Grand Prix de Cours-la-Ville - 2008 - La Commentryenne - Tour du Pays Roannais : - Classement général - 3e étape - Triptyque Huriel-Domérat-Désertines : - Classement général - 1re étape - Critérium des Hermines - Tour de la CABA - Grand Prix de Villapourçon - Grand Prix de Chardonnay - Grand Prix de Puy-l'Évêque - Circuit des Deux Ponts - 2e du Circuit des Monts du Livradois - 2e de Paris-Auxerre - 2e du Critérium de La Machine - 2e du Grand Prix de Cours-la-Ville - 3e du Grand Prix de Fougères - 3e du Tour du Canton de Châteaumeillant - 2009 - La Durtorccha - Grand Prix de Cours-la-Ville - 2e du Grand Prix Souvenir Jean-Masse - 2e de La Commentryenne - 2e du Grand Prix de Puy-l'Évêque - 3e du Grand Prix de Chardonnay - 2010 - Trophée des Châteaux aux Milandes - Paris-Auxerre - La Commentryenne - Grand Prix des Fêtes de Coux-et-Bigaroque - Grand Prix de Cherves - 2e du Grand Prix de la Trinité - 2e du Grand Prix de Puy-l'Évêque - 2e du Prix des Vins Nouveaux - 3e du Grand Prix de Saint-Symphorien-sur-Coise - 3e du Grand Prix des Foires d'Orval - 2011 - Boucles du Causse corrézien - Grand Prix de Saint-Barthélémy d'Agenais - Grand Prix de Cours-la-Ville - Prix Antonin-Reix - Grand Prix de Saint-Quentin-la-Chabanne - Grand Prix des Foires d'Orval - 2e du Grand Prix de Vougy - 2e du Grand Prix de Puy-l'Évêque - 3e de la Transversale des As de l'Ain |  |